# Väster-Svevsjön
Väster-Svevsjön är en sjö i Strömsunds kommun i Jämtland och ingår i Ångermanälvens huvudavrinningsområde. Sjön har en area på 0,12 kvadratkilometer och ligger 409,6 meter över havet. Sjön avvattnas av vattendraget Väster-Svevan.

## Delavrinningsområde
Väster-Svevsjön ingår i det delavrinningsområde (714611-145215) som SMHI kallar för Utloppet av Väster-Svevsjön. Medelhöjden är 417 meter över havet och ytan är 1,06 kvadratkilometer. Räknas de 6 avrinningsområdena uppströms in blir den ackumulerade arean 15,07 kvadratkilometer. Väster-Svevan som avvattnar avrinningsområdet har biflödesordning 4, vilket innebär att vattnet flödar genom totalt 4 vattendrag innan det når havet efter 284 kilometer. Avrinningsområdet består mestadels av skog (89 procent). Avrinningsområdet har 0,12 kvadratkilometer vattenytor vilket ger det en sjöprocent på 11,4 procent.